# Fredrik Cronstedt
Fredrik Johan Cronstedt (i riksdagen kallad Cronstedt i Västerås), född 8 december 1807 på Barkarö, Västmanlands län, död 24 maj 1869 i Västerås, var en svensk greve, politiker och ämbetsman.
Cronstedt blev student vid Uppsala universitet 1820 och avlade examen till rättegångsverken 1826. Han var extra ordinarie notarie vid Svea hovrätt 1828, men fick anställning som kammarjunkare vid hovet samma år. Åren 1837-1852 var han auditör vid Västmanlands regemente. 1863 utnämndes han till landshövding i Västmanlands län och verkade i detta ämbete till sin död.
Cronstedt var ledamot av Ridderskapet och adeln 1840-1841 och 1859-1865 samt tillhörde 1867–1869 första kammaren, invald av Västmanlands läns valkrets.